# Tiro nos Jogos Olímpicos de Verão de 2020 - Tiro rápido 25 m masculino
A competição do tiro rápido 25 m masculino do tiro nos Jogos Olímpicos de Verão de 2020 foi disputada em 1 e 2 de agosto de 2021 no Campo de Tiro de Asaka, em Tóquio. Um total de 27 atiradores de 19 Comitês Olímpicos Nacionais (CON) participaram do evento.

## Qualificação
Cada Comitê Olímpico Nacional (CON) poderia inscrever até dois atiradores se o CON obtivesse cotas suficientes ou tivesse dois qualificados. Para competir, o atirador precisava de uma vaga de cota e atingir uma "Pontuação Mínima de Qualificação" (MQS). Uma vez que um atirador obtivesse uma cota em qualquer evento de tiro, ele poderia entrar em qualquer outro evento para o qual tenha alcançado o MQS. Existiam 29 cotas disponíveis no tiro rápido: 4 pelo Campeonato Mundial de 2018, 8 para eventos da Copa do Mundo de 2019, 13 de eventos continentais (4 da Europa, 4 da Ásia, 3 das Américas e 1 de cada África e Oceania), 1 para a nação anfitriã (Japão), 2 de convites da Comissão Tripartite e uma pelo ranking mundial.

## Formato
O evento teve duas fases. Na qualificação, cada atirador disparou 60 tiros a 25 metros do alvo. Os pontos aumentaram num fator de um a cada tiro, até um máximo de 10 pontos, e os alvos surgiram em 12 séries de cinco. O tempo para completar cada série foi limitado (em oito segundos por alvo em quatro delas, seis em mais quatro e quatro segundos em outras quatro séries).
Os seis melhores se classificaram para a final, onde dispararam mais 40 tiros (oito séries de cinco tiros cada, que tiveram que ser feitos num máximo de quatro segundos). Depois da quarta rodada, o atirador com a pontuação mais baixa começou a ser eliminado até ficarem apenas os dois melhores. Estes discutiram o título olímpico numa rodada final.
A pontuação final dos 40 tiros foi usada para determinar a classificação final.

## Calendário
Horário local (UTC+9)
| Data                | Horário | Fase                     |
| ------------------- | ------- | ------------------------ |
| 1 de agosto de 2021 | 8:30    | Qualificação – estágio 1 |
| 2 de agosto de 2021 | 8:30    | Qualificação – estágio 2 |
| 2 de agosto de 2021 | 14:30   | Final                    |

## Medalhistas
| Ouro   | FRA Jean Quiquampoix |
| Prata  | CUB Leuris Pupo      |
| Bronze | CHN Li Yuehong       |

## Recordes
Antes desta competição, os seguintes recordes eram estabelecidos:
| Recordes da qualificação | Recordes da qualificação     | Recordes da qualificação | Recordes da qualificação | Recordes da qualificação               |
| ------------------------ | ---------------------------- | ------------------------ | ------------------------ | -------------------------------------- |
| Recorde mundial          | Christian Reitz Kim Jun-hong | 593                      | Osijek Pequim            | 30 de julho de 2013 6 de julho de 2014 |
| Recorde olímpico         | Alexei Klimov                | 592                      | Londres                  | 3 de agosto de 2012                    |

| Recordes da final | Recordes da final | Recordes da final | Recordes da final | Recordes da final   |
| ----------------- | ----------------- | ----------------- | ----------------- | ------------------- |
| Recorde mundial   | Kim Jun-hong      | 38                | Changwon          | 25 de abril de 2018 |
| Recorde olímpico  | Leuris Pupo       | 34                | Londres           | 3 de agosto de 2012 |

Após a competição, os seguintes recordes foram estabelecidos:
| Recorde | Tipo  | Atirador(a)          | Marca | Local  | Data                |
| =       | Final | FRA Jean Quiquampoix | 34    | Tóquio | 2 de agosto de 2021 |

## Resultados

### Qualificação
Estes foram os resultados da fase inicial:
| Pos. | Atirador                   | CON                | Estágio 1 | Estágio 1 | Estágio 1 | Estágio 1 | Estágio 2 | Estágio 2 | Estágio 2 | Estágio 2 | Total   | Notas |
| Pos. | Atirador                   | CON                | 8s        | 6s        | 4s        | Total     | 8s        | 6s        | 4s        | Total     | Total   | Notas |
| ---- | -------------------------- | ------------------ | --------- | --------- | --------- | --------- | --------- | --------- | --------- | --------- | ------- | ----- |
| 1    | Christian Reitz            | GER Alemanha       | 100       | 98        | 98        | 296       | 98        | 99        | 94        | 291       | 587-18x | Q     |
| 2    | Jean Quiquampoix           | FRA França         | 100       | 99        | 98        | 297       | 98        | 98        | 93        | 289       | 586-24x | Q     |
| 3    | Han Dae-yoon               | KOR Coreia do Sul  | 97        | 99        | 99        | 295       | 98        | 98        | 94        | 290       | 585-22x | Q     |
| 4    | Lin Junmin                 | CHN China          | 97        | 100       | 97        | 294       | 97        | 99        | 94        | 290       | 584-20x | Q     |
| 5    | Leuris Pupo                | CUB Cuba           | 98        | 99        | 93        | 290       | 99        | 99        | 95        | 293       | 583-21x | Q     |
| 6    | Li Yuehong                 | CHN China          | 96        | 99        | 97        | 292       | 96        | 100       | 94        | 290       | 582-28x | Q     |
| 7    | Clément Bessaguet          | FRA França         | 100       | 100       | 97        | 297       | 99        | 93        | 93        | 285       | 582-22x |       |
| 8    | Dai Yoshioka               | JPN Japão          | 95        | 98        | 97        | 290       | 100       | 99        | 93        | 292       | 582-17x |       |
| 9    | Pavlo Korostylov           | UKR Ucrânia        | 97        | 96        | 93        | 286       | 99        | 99        | 96        | 294       | 580-17x |       |
| 10   | Ghulam Mustafa Bashir      | PAK Paquistão      | 99        | 98        | 96        | 293       | 99        | 95        | 92        | 286       | 579-14x |       |
| 11   | Leonid Yekimov             | ROC                | 96        | 99        | 94        | 289       | 98        | 97        | 94        | 289       | 578-21x |       |
| 12   | Jorge Álvarez              | CUB Cuba           | 98        | 97        | 92        | 287       | 100       | 98        | 93        | 291       | 578-17x |       |
| 13   | Oliver Geis                | GER Alemanha       | 96        | 96        | 93        | 285       | 96        | 99        | 97        | 292       | 577-24x |       |
| 14   | Tommaso Chelli             | ITA Itália         | 94        | 98        | 96        | 288       | 95        | 98        | 96        | 289       | 577-16x |       |
| 15   | Muhammad Khalil Akhtar     | PAK Paquistão      | 98        | 96        | 92        | 286       | 97        | 94        | 95        | 286       | 572-19x |       |
| 16   | Riccardo Mazzetti          | ITA Itália         | 94        | 97        | 94        | 285       | 99        | 96        | 92        | 287       | 572-16x |       |
| 17   | Sergei Evglevski           | AUS Austrália      | 94        | 96        | 95        | 285       | 97        | 96        | 94        | 287       | 572-14x |       |
| 18   | Marko Carrillo             | PER Peru           | 99        | 92        | 97        | 288       | 96        | 97        | 91        | 284       | 572-11x |       |
| 19   | Peeter Olesk               | EST Estônia        | 95        | 94        | 95        | 284       | 99        | 96        | 93        | 288       | 572-10x |       |
| 20   | Isaranuudom Phurihiranphat | THA Tailândia      | 97        | 97        | 92        | 286       | 97        | 94        | 93        | 284       | 570-13x |       |
| 21   | Ruslan Lunev               | AZE Azerbaijão     | 98        | 93        | 90        | 281       | 95        | 95        | 96        | 286       | 567-11x |       |
| 22   | Henry Leverett             | USA Estados Unidos | 98        | 94        | 92        | 284       | 93        | 97        | 92        | 282       | 566-9x  |       |
| 23   | Enkhtaivany Davaakhüü      | MGL Mongólia       | 98        | 94        | 91        | 283       | 99        | 89        | 94        | 282       | 565-18x |       |
| 24   | Özgür Varlık               | TUR Turquia        | 98        | 97        | 86        | 281       | 96        | 95        | 83        | 274       | 555-10x |       |
| 25   | Jack Leverett III          | USA Estados Unidos | 98        | 92        | 86        | 276       | 96        | 95        | 85        | 276       | 552-15x |       |
| 26   | Bernardo Tobar Prado       | COL Colômbia       | 93        | 96        | 85        | 274       | 93        | 88        | 91        | 272       | 546-12x |       |
| 27   | Song Jong-ho               | KOR Coreia do Sul  | DSQ       | DSQ       | DSQ       | DSQ       | DSQ       | DSQ       | DSQ       | DSQ       | DSQ     | DSQ   |

### Final
| Pos.              | Atirador             | Série | Série | Série | Série | Série | Série | Série | Série | Notas |
| Pos.              | Atirador             | 1     | 2     | 3     | 4     | 5     | 6     | 7     | 8     | Notas |
| ----------------- | -------------------- | ----- | ----- | ----- | ----- | ----- | ----- | ----- | ----- | ----- |
| Medalha de ouro   | FRA Jean Quiquampoix | 4     | 7     | 12    | 17    | 21    | 25    | 30    | 34    | =     |
| Medalha de prata  | CUB Leuris Pupo      | 3     | 8     | 12    | 16    | 19    | 24    | 27    | 29    |       |
| Medalha de bronze | CHN Li Yuehong       | 3     | 7     | 11    | 15    | 19    | 22*   | 26    | —     |       |
| 4                 | KOR Han Dae-yoon     | 3     | 8     | 12    | 15    | 19    | 22*   | —     | —     | SO    |
| 5                 | GER Christian Reitz  | 3     | 7     | 11    | 14    | 18    | —     | —     | —     |       |
| 6                 | CHN Lin Junmin       | 2     | 5     | 8     | 12    | —     | —     | —     | —     |       |